# Edington, Northumberland
Edington var en civil parish 1866–1955 när det uppgick i Mitford, i grevskapet Northumberland i England. Civil parish var belägen 4 km från Meldon och hade 24 invånare år 1951.